# Aimulosia floridana
Aimulosia floridana är en mossdjursart som beskrevs av Osburn 1947. Aimulosia floridana ingår i släktet Aimulosia och familjen Buffonellodidae. Inga underarter finns listade i Catalogue of Life.